# Kleine Netevallei

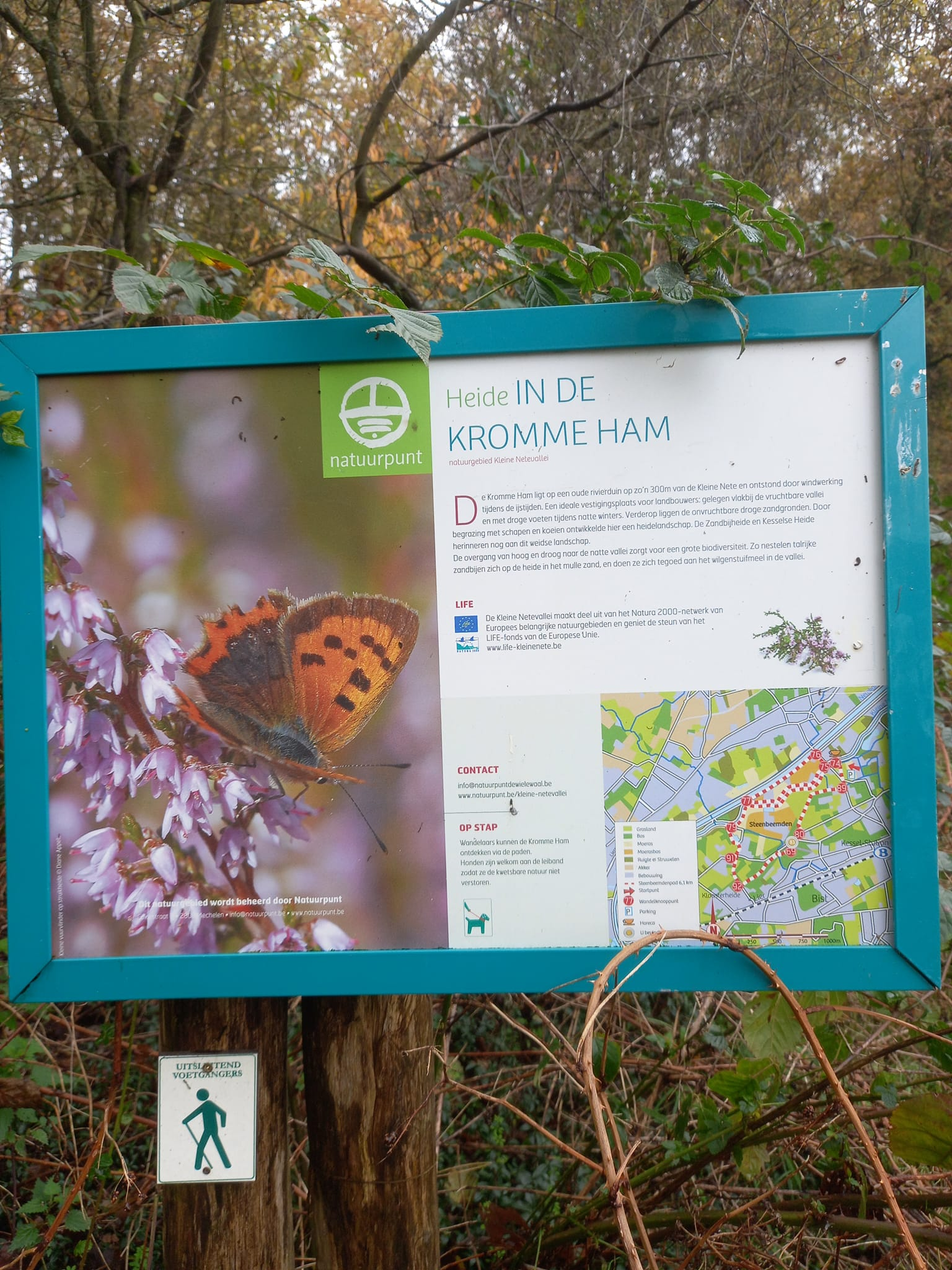

De Kleine Netevallei is een natuurgebied in de Antwerpse gemeenten Lier, Grobbendonk, Nijlen, Ranst en Zandhoven (Viersel).
Het natuurgebied bestaat uit een aantal terreinen langs de Kleine Nete, zoals de Steenbeemden en het Viersels Gebroekt. Waar de Grote Nete en de Kleine Nete Lier bereiken vindt men het gebied Nazareth-Zuid, dat 40 ha omvat. De gebieden worden beheerd door Natuurpunt.
Lang zijn er vloeibeemden langs de Kleine Nete geweest, om de opbrengst van de daar aanwezige hooilanden te vergroten. In 1952 werd de Kleine Nete gekanaliseerd en het Netekanaal aangelegd. De beemden verloren hun kenmerkende karakter. Vanaf 1985 werd door aankoop en bescherming getracht de biodiversiteit weer te herstellen.

## Flora en fauna
Zeldzame plantensoorten zijn lange ereprijs, moesdistel, moeraskartelblad en zomerklokje.
Tot de vogels behoren nachtegaal en blauwborst. De bever komt er voor. De beekprik en de rivierdonderpad zijn er te vinden.

## Toegankelijkheid
In Nazareth-Zuid werd een knuppelpad aangelegd. De gebieden zijn toegankelijk voor wandelaars.